# Professor Layton and the Miracle Mask
Professor Layton and the Miracle Mask (レイトン教授と奇跡の仮面, Reiton-kyōju to Kiseki no Kamen, literalment El professor Layton i la màscara dels miracles) és un videojoc de trencaclosques i d'aventura gràfica desenvolupat per Level-5 que es va publicar el 2011 al Japó. És la cinquena entrega de la sèrie Professor Layton, el segon joc de la trilogia preqüela i el primer de la sèrie per a Nintendo 3DS. El videojoc va estar produït per Akihiro Hino i la banda sonora va ser obra de Tomohito Nishiura. Akira Tago va dissenyar els puzles: 150 disponibles durant la història i 365 més que es poden descarregar a través de Nintendo Network.
El febrer del 2013 va sortir al mercat una nova versió del videojoc, anomenada Miracle Mask Plus, només disponible al Japó en format digital. Comptava amb nous puzles i escenes animades addicionals.

## Jugabilitat
Professor Layton and the Miracle Mask es divideix en diversos episodis, com la resta de videojocs de la sèrie. El jugador explora els escenaris i parla amb els personatges per resodre els misteris que es plantegen durant la trama. Sovint, el jugador trobarà puzles que haurà de resoldre, a canvi dels quals aconseguirà picarats, una puntuació que serveix per accedir a contingut addicional. Es poden comprar fins a quatre pistes per tal que la resolució del trencaclosques sigui més fàcil.
El fet que The Miracle Mask sigui el primer videojoc de la sèrie per a la consola Nintendo 3DS suposa canvis en la interfície, que ara es presenta amb gràfics 3D. Els jugadors ja no interaccionen directament amb l'espai tocant la pantalla tàctil, sinó que ara aquesta és utilitzada per controlar una lupa que es desplaça per la pantalla superior. Quan la lupa se situa sobre un punt interessant, aquesta canvia de color i el jugador pot prémer la pantalla tàctil per inspeccionar, començar una conversa amb un personatge o descobrir una moneda o un puzle. Es pot fer zoom en algunes zones per observar-les més detalladament. Els puzles encara es controlen a través de la pantala tàctil, tot i que molts compten amb gràfics en tres dimensions que es mostren a la pantalla superior; alguns també utilitzen la funció giroscòpica de la consola. A més, l'enunciat del puzle pot moure's a qualsevol de les dues pantalles.
The Miracle Mask incorpora també tres minijocs, disponibles quan s'avança en la història principal. El robot de joguina circula per un laberint on ha d'esquivar enemics, a la botiga s'han de col·locar els productes al taulell en funció del seu tipus i color per animar els clients a comprar-los tots i el teatre del conill planteja el repte d'entrenar un conill per fer-lo actuar en un circ. A més, existeix un quart minijoc, accessible des d'un dels escenaris concrets del videojoc i no des del menú, que consisteix a muntar a cavall esquivant obstacles i recollint banderes. Cap a la meitat de la història, un dels episodis es juga íntegrament en una mena de mode aventura en què el professor Layton es mou per unes ruïnes subterrànies i on es plantegen diversos reptes, com moure rocs per obrir-se pas o esquivar mòmies.
Juntament amb els 150 puzles disponibles al joc principal, se'n poden descarregar 365 més (a raó d'un per dia des del llançament) a través de Nintendo Network.

## Argument
Divuit anys abans de la història, un jove Hershel Layton, que tenia molt poc interès en l'arqueologia, comença a interessar-s'hi gràcies al seu amic, Randall Ascot, a qui l'apassiona el tema. En Randall havia estat investigant un artefacte antic conegut com a Màscara del caos, que creu que pertany a la civilització ashalanti. El noi l'havia trobat després de desxifrar un codi ashalanti. En Randall proposa a en Layton una expedició a les ruïnes d'Akubadain per aconseguir el tresor ashalanti. Tanmateix, durant l'expedició en Randall cau al buit a causa d'una trampa, deixant en Layton sol durant la resta del viatge. El majordom d'en Randall, Henry, destina tota la seva fortuna familiar a buscarà en Randall: troba el tresor i la màscara, però no el noi.
Divuit anys després, a continuació dels esdeveniments de Professor Layton and the Spectre's Call i Professor Layton and the Eternal Diva, el professor Layton rep una carta de la seva amiga Angela Ledore. Després de la mort d'en Randall, l'Angela es va casar amb en Herny, amb qui ha treballat conjuntament per construir una ciutat enmig d'un àrid desert: Montedore. Fa uns mesos que la Màscara del caos que guardava en Henry ha estat robada, i des de llavors apareix un personatge a la ciutat, autoanomenat Cavaller Emmascarat, que fa diversos 'miracles' a Montedore, com convertir la gent en cavalls. El professor Layton, en Luke i l'Emmy viatgen fins a la ciutat per investigar-ho, i tot just arribar es troben amb el Cavaller Emmascarat, que converteix una multitud de ciutadans en estàtues de pedra. A partir d'aquí, el professor Layton intentarà resoldre el misteri de Montedore mentre recorda l'expedició amb en Randall.

## Producció
The Miracle Mask va estar supervisat per Akihiro Hino, gerent de Level-5, i dirigit per Jun Suzuki. Els puzles del videojoc els va crear Akira Tago, autor d'una col·lecció de llibres de gimnàstica mental que també va crear els puzles dels videojocs predecessors de la sèrie.
El videojoc es va anunciar primer com un títol per a Nintendo DS a l'esdeveniment oficial de presentació de Professor Layton and the Last Specter, on es va programar el seu llançament al Japó per al 2010. Hino va prometre que The Miracle Mask portaria canvis importants a la jugabilitat de la sèrie, i va afegir que la trilogia estava pensada per incorporar una segona pel·lícula que se situaria després dels esdeveniments de The Miracle Mask. Malgrat que va sortir a la llum un logotip i detalls de l'argument del videojoc, el videojoc en si no es va mostrar a l'esdeveniment.
Tot i que el videojoc va dissenyar-se inicialment en 2D, va modificar-se perquè es veiés en "pseudo-3D" per a l'E3 del 2010. Després de veure el que havien fet altres publicadors, Hino va decidir refer completament el producte per utilitzar les qualitats del sistema.

## Recepció
Professor Layton and the Miracle Mask va sortir al mercat japonès el 2011. Se'n van vendre 117.000 còpies en una setmana. Va registrar una puntuació de 32/40 a Famitsu, que va lloar les mecàniques d'investigació però va apuntar que els puzles no aprofitaven prou la tecnologia 3D. IGN va dir que el videojoc era "perfecte per a una consola portàtil" i va afegir que els puzles es mantenien sorprenents i ben dissenyats malgrat ser ja la cinquena entrega de la sèrie.

## Banda sonora
Tomohito Nishiura va compondre la banda sonora del videojoc. A diferència dels altres títols de la sèrie, no es va publicar cap banda sonora oficial per a Professor Layton and the Miracle Mask. El tema dels crèdits, anomenat Mysterious Flower, el va compondre Yumi Matsutoya.